# フレゼリク9世 (デンマーク王)
フレゼリク9世（デンマーク語: Frederik 9.、1899年3月11日 - 1972年1月14日）は、デンマーク国王（在位：1947年4月20日 - 1972年1月14日）。

## 生涯

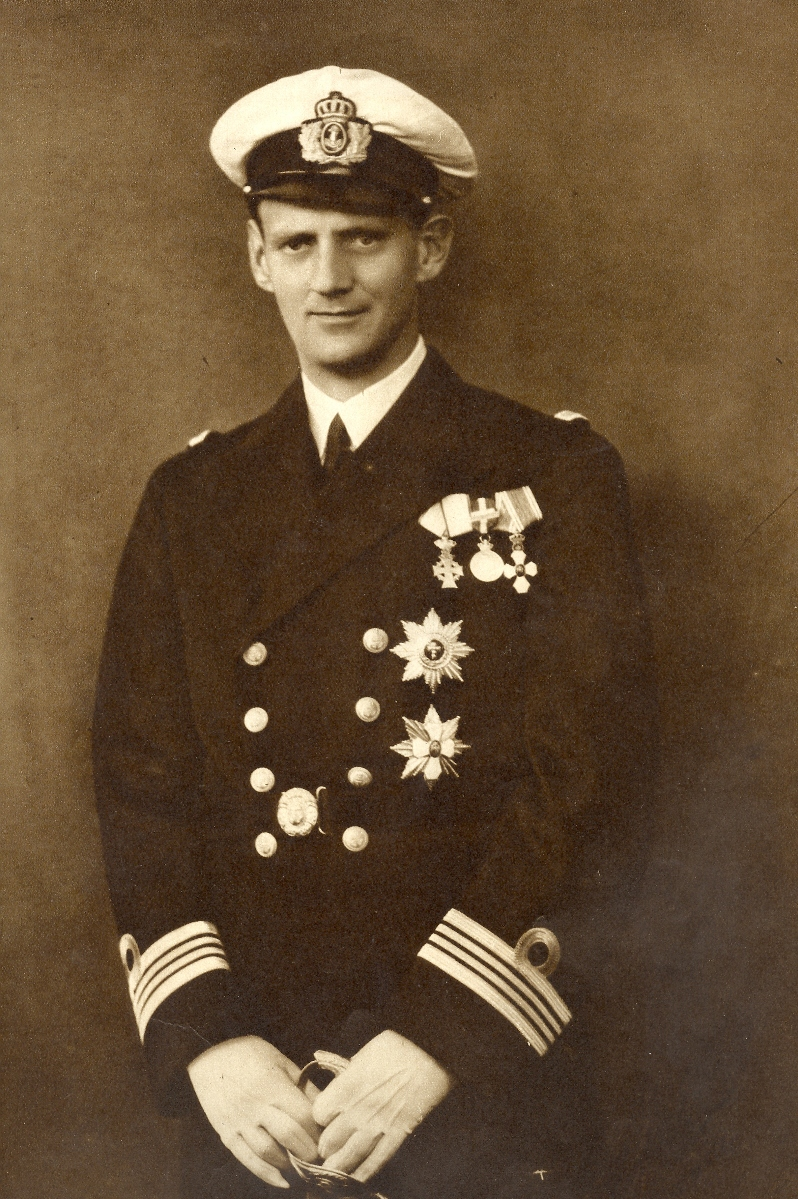
王太子時代のフレゼリク9世（1935年）

クリスチャン10世とアレクサンドリーネ王妃の間に生まれた。
成長後は「デンマーク海軍アカデミー」で教育を受け（海軍か陸軍かを選ぶのがデンマーク王室の伝統である）、コペンハーゲン大学に進学した。
1930年3月、弟クヌーズと従兄弟アクセルを帯同して来日。1935年5月24日にはスウェーデン国王グスタフ6世アドルフの娘であるイングリッド王女と結婚した。
1972年に崩御。それまでの歴代国王はロスキレ大聖堂の堂内に葬られてきたが、フレゼリクの希望により大聖堂の外部に埋葬されている。

## 人物
パイプたばこの愛好家として知られており、デンマークのたばこ商Paul Olsenのパイプたばこブランド"My Own Blend"のラインナップには、フレゼリク9世が愛用していた特注配合のパイプタバコが加えられており一般向けに販売されている（日本でも2001年まで購入可能だったが、現在輸入は中止されている。現在では海外の販売店から個人輸入の形式で購入するしかない）。
また、オーケストラの指揮をしたこともあり、自前のオーケストラであるデンマーク王立管弦楽団を振ったシューベルトの『未完成』などの音源もリリースされている。
胸部や両腕に龍などの刺青を入れており、1949年のイギリス訪問時には当時「彫師の王（"King of Tattooists"）」と呼ばれていたジョージ・バーチェットに彫り直しを依頼したという。またアメリカのグラフ誌『ライフ』の1951年5月28日号には、国王がボディビルに励んでいるという記事と合わせて、刺青の入った上半身の写真が掲載されている。

## 家族
イングリッド王妃との間に、3女を儲けた。
- マルグレーテ（1940年 - ） デンマーク女王マルグレーテ2世
- ベネディクテ（1944年 - ） ザイン＝ヴィトゲンシュタイン侯リヒャルト夫人
- アンネ＝マリー（1946年 - ） ギリシャ王コンスタンティノス2世王妃

当時デンマークの王位継承法では男性優位ということで、王弟クヌーズが王位を継承することが予定されていた。だが、第二次大戦中にナチス寄りであったクヌーズ王子は、その息子達とともに国民に人気がなかったこともあり、1953年に男系男子のみから男子優先（女子・女系継承容認）へと王位継承法が改正された（デンマーク王位継承法も参照）。結果、王に男子が誕生しなかった場合でも女子が王位を継承できるようになり、フレゼリクとイングリッドの長女マルグレーテが王位継承者となった。法改定後もフレゼリクは王子に恵まれなかったため、1972年1月14日の彼の崩御に伴い、マルグレーテ王女が女王マルグレーテ2世として即位し、王位を継承した。

## 系図
| クリスチャン9世  |                  |                  |                  |                  |                  |                                  |                                  |                                  |                                  |                                  |                                  |  |  |  |  |  |  |  |  |  |  |  |  |  |  |
|                  |                  |                  |                  |                  |                  |                                  |                                  |                                  |                                  |                                  |                                  |  |  |  |  |  |  |  |  |  |  |  |  |  |  |
|                  |                  |                  |                  |                  |                  |                                  |                                  |                                  |                                  |                                  |                                  |  |  |  |  |  |  |  |  |  |  |  |  |  |  |
| フレゼリク8世    | フレゼリク8世    | フレゼリク8世    | フレゼリク8世    | フレゼリク8世    | フレゼリク8世    | （ギリシャ国王） ゲオルギオス1世 | （ギリシャ国王） ゲオルギオス1世 | （ギリシャ国王） ゲオルギオス1世 | （ギリシャ国王） ゲオルギオス1世 | （ギリシャ国王） ゲオルギオス1世 | （ギリシャ国王） ゲオルギオス1世 |  |  |  |  |  |  |  |  |  |  |  |  |  |  |
| フレゼリク8世    | フレゼリク8世    | フレゼリク8世    | フレゼリク8世    | フレゼリク8世    | フレゼリク8世    | （ギリシャ国王） ゲオルギオス1世 | （ギリシャ国王） ゲオルギオス1世 | （ギリシャ国王） ゲオルギオス1世 | （ギリシャ国王） ゲオルギオス1世 | （ギリシャ国王） ゲオルギオス1世 | （ギリシャ国王） ゲオルギオス1世 |  |  |  |  |  |  |  |  |  |  |  |  |  |  |
|                  |                  |                  |                  |                  |                  | （グリクシンブルグ朝）           |                                  |                                  |                                  |                                  |                                  |  |  |  |  |  |  |  |  |  |  |  |  |  |  |
|                  |                  |                  |                  |                  |                  |                                  |                                  |                                  |                                  |                                  |                                  |  |  |  |  |  |  |  |  |  |  |  |  |  |  |
|                  |                  |                  |                  |                  |                  |                                  |                                  |                                  |                                  |                                  |                                  |  |  |  |  |  |  |  |  |  |  |  |  |  |  |
| クリスチャン10世 | クリスチャン10世 | クリスチャン10世 | クリスチャン10世 | クリスチャン10世 | クリスチャン10世 | （ノルウェー国王） ホーコン7世   | （ノルウェー国王） ホーコン7世   | （ノルウェー国王） ホーコン7世   | （ノルウェー国王） ホーコン7世   | （ノルウェー国王） ホーコン7世   | （ノルウェー国王） ホーコン7世   |  |  |  |  |  |  |  |  |  |  |  |  |  |  |
| クリスチャン10世 | クリスチャン10世 | クリスチャン10世 | クリスチャン10世 | クリスチャン10世 | クリスチャン10世 | （ノルウェー国王） ホーコン7世   | （ノルウェー国王） ホーコン7世   | （ノルウェー国王） ホーコン7世   | （ノルウェー国王） ホーコン7世   | （ノルウェー国王） ホーコン7世   | （ノルウェー国王） ホーコン7世   |  |  |  |  |  |  |  |  |  |  |  |  |  |  |
| フレゼリク9世    | フレゼリク9世    | フレゼリク9世    | フレゼリク9世    | フレゼリク9世    | フレゼリク9世    | （グリュクスボー朝）             | （グリュクスボー朝）             | （グリュクスボー朝）             | （グリュクスボー朝）             | （グリュクスボー朝）             | （グリュクスボー朝）             |  |  |  |  |  |  |  |  |  |  |  |  |  |  |
| フレゼリク9世    | フレゼリク9世    | フレゼリク9世    | フレゼリク9世    | フレゼリク9世    | フレゼリク9世    | （グリュクスボー朝）             | （グリュクスボー朝）             | （グリュクスボー朝）             | （グリュクスボー朝）             | （グリュクスボー朝）             | （グリュクスボー朝）             |  |  |  |  |  |  |  |  |  |  |  |  |  |  |
| マルグレーテ2世  |                  |                  |                  |                  |                  |                                  |                                  |                                  |                                  |                                  |                                  |  |  |  |  |  |  |  |  |  |  |  |  |  |  |
|                  |                  |                  |                  |                  |                  |                                  |                                  |                                  |                                  |                                  |                                  |  |  |  |  |  |  |  |  |  |  |  |  |  |  |
| フレゼリク10世   |                  |                  |                  |                  |                  |                                  |                                  |                                  |                                  |                                  |                                  |  |  |  |  |  |  |  |  |  |  |  |  |  |  |